# Кубок Польщі з футболу 1986—1987
Кубок Польщі з футболу 1986–1987 — 33-й розіграш кубкового футбольного турніру в Польщі. Титул вдруге здобув Шльонськ (Вроцлав).

## Календар
| Раунд        | Дата                             | Матчі | Клуби    |
| ------------ | -------------------------------- | ----- | -------- |
| Перший раунд | 27 липня 1986                    | 32    | 112 → 80 |
| Другий раунд | 3-13 серпня 1986                 | 32    | 80 → 48  |
| Третій раунд | 13-20 серпня 1986                | 16    | 48 → 32  |
| 1/16 фіналу  | 24 вересня - 1 жовтня 1986       | 16    | 32 → 16  |
| 1/8 фіналу   | 22 жовтня 1986 - 18 березня 1987 | 8     | 16 → 8   |
| 1/4 фіналу   | 15 квітня - 6 травня 1987        | 8     | 8 → 4    |
| 1/2 фіналу   | 3-17 травня 1987                 | 4     | 4 → 2    |
| Фінал        | 24 червня 1987                   | 1     | 2 → 1    |

## Перший раунд
| Команда 1                         | Рахунок      | Команда 2            |
| --------------------------------- | ------------ | -------------------- |
| 27 липня 1986                     |              |                      |
| Янтар (Устка)                     | 2:0          | Бленкінті (Старгард) |
| Спарта (Шамотули)                 | 2:0          | Арконія (Щецин)      |
| Лехія (Зелена Гура)               | 2:0          | Варта (Познань)      |
| Каня (Гостинь)                    | 0:2          | Целюльоза (Костшин)  |
| Остров'я (Острув-Велькопольський) | 5:0          | Гурник (Конін)       |
| Полонія (Бидгощ)                  | 1:0          | Гвардія (Кошалін)    |
| Ґопланя (Іновроцлав)              | 0:1          | Сточньовец (Гданськ) |
| ФАМ Хелмно                        | 1:3          | Куяв'як (Влоцлавек)  |
| Граніца (Боґатина)                | 1:1 пен. 5:4 | Полонез (Варшава)    |
| Коксохемія (Валбжих)              | 0:0 пен. 4:3 | Пафаваґ (Вроцлав)    |
| Вікторія (Валбжих)                | 3:3 пен. 1:3 | Шльонськ-2 (Вроцлав) |
| Малапанев (Озімек)                | 2:0          | Ракув (Ченстохова)   |
| Сталь (Бжеґ)                      | 1:2          | Гурник (Войковіце)   |
| Кошарава (Живець)                 | 0:3          | Гурник (Пшув)        |
| Сосніца (Гливиці)                 | 2:0          | Унія (Освенцим)      |
| Варта (Серадз)                    | 0:2          | ГКС (Белхатув)       |
| Вісла-2 (Плоцьк)                  | 2:1          | Орзел (Лодзь)        |
| Унія (Скерневіце)                 | 0:0 пен. 6:5 | Борута (Зґеж)        |
| Ноґат (Мальборк)                  | 0:1          | Єзьорак (Ілава)      |
| Мазовія (Цеханув)                 | 5:3          | Нарев (Остроленка)   |
| Олімпія (Замбрів)                 | 0:1          | Снярдви (Ожиш)       |
| Гвардія (Білосток)                | 1:0          | АЗС Біла Підляська   |
| Погонь (Седльце)                  | 1:2          | Полонія (Варшава)    |
| Чарні (Радом)                     | 0:1          | Вісла (Пулави)       |
| Гурник (Ленчна)                   | 0:3          | Сярка (Тарнобжег)    |
| Холм'янка (Холм)                  | 2:0          | Гетьман (Замостя)    |
| Бленкітні-2 (Кельці)              | 0:1          | Вавель (Краків)      |
| Ґосціб'я (Сулковіце)              | 2:1          | Ґлінік (Горлиці)     |
| ЛЗС Борова                        | 2:6          | Віслока (Дембиця)    |
| Чарні (Ясло)                      | 0:5          | Сталь (Ряшів)        |
| Заглембє-2 (Любін)                | 4:3          | Полонія (Ходзеж)     |
| Польна (Перемишль)                | 1:1 пен. 4:3 | Стар (Стараховіце)   |

## Другий раунд
| Команда 1                         | Рахунок      | Команда 2                   |
| --------------------------------- | ------------ | --------------------------- |
| 3 серпня 1986                     |              |                             |
| Янтар (Устка)                     | 0:4          | Сталь (Щецин)               |
| Целюльоза (Костшин)               | 0:2 дч       | Дозамет (Нова Суль)         |
| Остров'я (Острув-Велькопольський) | 0:3          | Бленкітні (Кельці)          |
| Полонія (Бидгощ)                  | 1:0          | Арка (Гдиня)                |
| Сточньовец (Гданськ)              | 0:1          | Корона (Кельці)             |
| Куяв'як (Влоцлавек)               | 0:2 дч       | Старт (Лодзь)               |
| Коксохемія (Валбжих)              | 0:2          | Мото (Єльч Олава)           |
| Граніца (Боґатина)                | 2:0          | РКС Урсус                   |
| Шльонськ-2 (Вроцлав)              | 0:0 пен. 4:3 | Хробри (Глогув)             |
| Малапанев (Озімек)                | 0:2          | Одра (Водзіслав-Шльонський) |
| Гурник (Войковіце)                | 3:2          | Шомберки (Битом)            |
| Гурник (Пшув)                     | 1:2          | ГКС (Ястшембе)              |
| Сосніца (Гливиці)                 | 1:0          | Заглембє (Валбжих)          |
| ГКС (Белхатув)                    | 2:0          | Шленза (Вроцлав)            |
| Вісла-2 (Плоцьк)                  | 2:0          | Влукняж (Паб'яниці)         |
| Унія (Скерневіце)                 | 1:2          | Гвардія (Варшава)           |
| Єзьорак (Ілава)                   | 2:4          | Олімпія (Ельблонг)          |
| Мазовія (Цеханув)                 | 0:5          | Ягеллонія (Білосток)        |
| Снярдви (Ожиш)                    | 0:1          | Ресовія (Ряшів)             |
| Гвардія (Білосток)                | 0:0 пен. 3:5 | Унія (Тарнув)               |
| Вісла (Пулави)                    | 2:1          | Сталь (Стальова Воля)       |
| Сярка (Тарнобжег)                 | 2:1          | Радомяк (Радом)             |
| Холм'янка (Холм)                  | 3:2          | Іглоополь (Дембиця)         |
| Вавель (Краків)                   | 1:0          | П'яст (Гливиці)             |
| Ґосціб'я (Сулковіце)              | 1:2 дч       | Полонія (Битом)             |
| Віслока (Дембиця)                 | 1:2          | Гурник (Кнурув)             |
| Сталь (Ряшів)                     | 1:0          | Гутник (Краків)             |
| Заглембє-2 (Любін)                | 0:2          | Одра (Ополе)                |
| Польна (Перемишль)                | 0:1          | Вісла (Краків)              |
| 6 серпня 1986                     |              |                             |
| Спарта (Шамотули)                 | 2:0          | Олімпія (Познань)           |
| Полонія (Варшава)                 | 0:1          | Бронь (Радом)               |
| 13 серпня 1986                    |              |                             |
| Лехія (Зелена Гура)               | 3:0          | Завіша (Бидгощ)             |

## Третій раунд
| Команда 1            | Рахунок      | Команда 2                   |
| -------------------- | ------------ | --------------------------- |
| 13 серпня 1986       |              |                             |
| Шльонськ-2 (Вроцлав) | 2:1          | Мото (Єльч Олава)           |
| Гурник (Войковіце)   | 2:0 дч       | ГКС (Ястшембе)              |
| Польна (Перемишль    | 0:0 пен. 2:4 | Вісла (Краків)              |
| Вісла (Пулави)       | 1:1 пен. 5:4 | Ягеллонія (Білосток)        |
| Сосніца (Гливиці)    | 0:1          | Гурник (Кнурув)             |
| Холм'янка (Холм)     | 1:4          | Бронь (Радом)               |
| Сярка (Тарнобжег)    | 2:0          | Полонія (Битом)             |
| Граніца (Боґатина)   | 0:3          | Одра (Ополе)                |
| Сталь (Ряшів)        | 0:0 пен. 2:4 | Вісла (Краків)              |
| Бленкітні (Кельці)   | 5:0          | Ресовія (Ряшів)             |
| Полонія (Бидгощ)     | 1:1 пен. 4:5 | Олімпія (Ельблонг)          |
| Унія (Тарнув)        | 0:1          | Корона (Кельці)             |
| Вавель (Краків)      | 1:2          | Одра (Водзіслав-Шльонський) |
| Вісла-2 (Плоцьк)     | 4:2          | Старт (Лодзь)               |
| ГКС (Белхатув)       | 2:1          | Гвардія (Варшава)           |
| 14 серпня 1986       |              |                             |
| Спарта (Шамотули)    | 1:0          | Сталь (Щецин)               |
| 20 серпня 1986       |              |                             |
| Дозамет (Нова Суль)  | 0:2          | Лехія (Зелена Гура)         |

## 1/16 фіналу
| Команда 1                   | Рахунок      | Команда 2            |
| --------------------------- | ------------ | -------------------- |
| 24 вересня 1986             |              |                      |
| Бронь (Радом)               | 0:2          | Балтик (Гдиня)       |
| Одра (Водзіслав-Шльонський) | 2:0          | Лехія (Гданськ)      |
| Бленкітні (Кельці)          | 0:3          | Відзев (Лодзь)       |
| Гурник (Кнурув)             | 1:2 дч       | Сталь (Мелець)       |
| Гурник (Войковіце)          | 1:0          | Заглембє (Любін)     |
| Лехія (Зелена Гура)         | 4:2 дч       | Лех (Познань)        |
| Олімпія (Ельблонг)          | 0:0 пен. 0:3 | Легія (Варшава)      |
| Шльонськ-2 (Вроцлав)        | 2:5          | Шльонськ (Вроцлав)   |
| Вісла (Краків)              | 2:1 дч       | Рух (Хожув)          |
| Вісла (Пулави)              | 1:4          | ЛКС (Лодзь)          |
| Сярка (Тарнобжег)           | 2:3          | Гурник (Забже)       |
| Спарта (Шамотули)           | 0:2          | Погонь (Щецин)       |
| Одра (Ополе)                | 0:2          | ГКС (Катовиці)       |
| Вісла-2 (Плоцьк)            | 2:3          | Гурник (Валбжих)     |
| ГКС (Белхатув)              | 2:0          | Мотор (Люблін)       |
| 1 жовтня 1986               |              |                      |
| Корона (Кельці)             | 0:0 пен. 4:5 | Заглембє (Сосновець) |

## 1/8 фіналу
| Команда 1                   | Рахунок      | Команда 2          |
| --------------------------- | ------------ | ------------------ |
| 22 жовтня 1986              |              |                    |
| Заглембє (Сосновець)        | 0:1          | Гурник (Забже)     |
| 29 жовтня 1986              |              |                    |
| ГКС (Белхатув)              | 2:0          | Сталь (Мелець)     |
| Лехія (Зелена Гура)         | 2:1          | Гурник (Валбжих)   |
| Балтик (Гдиня)              | 1:2          | Шльонськ (Вроцлав) |
| Гурник (Войковіце)          | 0:3          | ЛКС (Лодзь)        |
| Погонь (Щецин)              | 3:2 дч       | Відзев (Лодзь)     |
| 30 листопада 1986           |              |                    |
| Одра (Водзіслав-Шльонський) | 2:3          | ГКС (Катовиці)     |
| 18 березня 1987             |              |                    |
| Вісла (Краків)              | 1:1 пен. 4:3 | Легія (Варшава)    |

## 1/4 фіналу
| Команда 1               | Заг. | Команда 2      | 1-й матч | 2-й матч |
| ----------------------- | ---- | -------------- | -------- | -------- |
| 15 квітня/6 травня 1987 |      |                |          |          |
| Лехія (Зелена Гура)     | 3:5  | ЛКС (Лодзь)    | 2:1      | 1:4 дч   |
| Шльонськ (Вроцлав)      | 5:2  | Погонь (Щецин) | 3:1      | 2:1      |
| Вісла (Краків)          | 3:2  | ГКС (Белхатув) | 2:0      | 1:2 дч   |
| ГКС (Катовиці)          | 3:1  | Гурник (Забже) | 1:0      | 2:1      |

## 1/2 фіналу
| Команда 1          | Заг. | Команда 2      | 1-й матч | 2-й матч |
| ------------------ | ---- | -------------- | -------- | -------- |
| 3/17 червня 1987   |      |                |          |          |
| Шльонськ (Вроцлав) | 2:1  | Вісла (Краків) | 1:0      | 1:1      |
| ГКС (Катовиці)     | 8:4  | ЛКС (Лодзь)    | 5:1      | 3:3      |

## Фінал
| 24 червня 1987 |

| Шльонськ (Вроцлав) | 0:0 дч   | ГКС (Катовиці) |
| ------------------ | -------- | -------------- |
|                    | Протокол |                |

| Міський стадіон, Ополе Глядачів: 12 000 Арбітр: Кшиштоф Чемармазович |

|                                              |     | Пенальті                                      |  |
| Махай · Круль · Ґжанка · Миколаєвич · Прусик | 4:3 | Фурток · Назімек · Пекарчик · Лучак · Кшижось |  |